# Halifax Gazette
Halifax Gazette – pierwsza kanadyjska gazeta, wydawana w Halifaksie od 23 marca 1752 przez Johna Bushella.